# SheevaPlug
SheevaPlug（シーバプラグ）とはマーベル社が開発したARMプロセッサを搭載したプラグコンピュータである。
SheevaPlugは1.2GHzのARMプロセッサ、Ubuntu 9.04が初期インストールされた内蔵フラッシュメモリ、ギガビット・イーサネットを持っており、コンセントに挿し込むだけですぐに小型サーバとして活用できる。　
また、マーベル社のARM評価ボードとしての側面も持ち、組み込みLinux学習用キットとしても活用されている

## 初期OS以外に稼動するOS
- Debian[1]
- Fedora[2]
- Arch Linux[3]

- FreeBSD 8.0Rおよび9.0R[4][5]
- OpenWRT (backfire)[6]

## 別バージョン
- SheevaPlug+ eSATA端子が追加されたバージョン
- 玄柴 (KURO-SHEEVA) かつて玄人志向より発売、同じくeSATA端子が追加された

なお、 SheevaPlug の基板（Revision 1.3以降）にはeSATA用パターンがあり、端子を半田付けすると Sheevaplug+相当に
することが出来るが、メーカ保障外。

## SheevaPlug をベースにした製品
- CloudPlug (CTERA) NASアダプタで、ネットワークドライブ内のファイルを自動的にオンラインストレージにバックアップする製品。
- Pogoplug (Cloud Engines) NASアダプタで、そこに格納されているファイルをオンラインストレージとして転送公開する専用サーバ利用権とセットにして販売している
- Seagate FreeAgent DockStar NASアダプタで、上記PogoPlugの互換機

## 次世代ハードウェア
- GuruPlug
- Nimbus Plug Computer
- GuruPlugDisplay
- DreamPlug
- D2 Plug

## 日本で利用する場合の法令上の注意点
日本の電気用品安全法では輸入する電気用品にもPSEマークを取得することを求めている。
SheevaPlug本体を直接コンセントに挿すアダプタ部分について、PSEマークを取得した輸入業者は無いので、
コンセントからは、日本国内で販売されているメガネケーブルで接続する必要がある。
（なお、本体は情報機器なので電安法の対象品目外製品である)
この問題は玄柴を含む、すべてのプラグコンピュータに共通している。